# Mussaenda griffithii
Mussaenda griffithii là một loài thực vật có hoa trong họ Thiến thảo. Loài này được Wight ex Hook.f. mô tả khoa học đầu tiên năm 1880.